# Camillo Cima
Camillo Cima (Milano, 8 ottobre 1827 – Milano, 15 marzo 1908) è stato un drammaturgo, illustratore e pittore italiano.

## Biografia
Laureato in architettura, intraprese l'attività di illustratore e disegnatore per periodici.
Nel 1856 fondò con lo scrittore Cletto Arrighi il giornale umoristico meneghino «L'Uomo di Pietra» (L'Omm de Preja), sul quale pubblicò diverse caricature. Ceduto L'Uomo di pietra nel 1859, Cima si gettò in una nuova avventura, la Cicala Politica, che visse fino al 1864.
Nel 1863 fondò L'Illustrazione Italiana e Il diavolo a quattro, tra le prime riviste italiane illustrate. Per stampare le litografie furono impiegate nuove macchine appena introdotte in Milano. Nonostante l'apprezzabile novità, le due riviste non ebbero successo.
Un'altra rivista umoristica di cui Cima fu fondatore fu «Tramway» (1877-1882).
Cremato, le sue ceneri si trovano al cimitero Monumentale di Milano.

## Opere
Camillo Cima fu versatile scrittore di commedie in dialetto milanese:
- El zio scior (1869);
- 48 ôr;
- On pret scapusc;
- La donzella de Ca' Bellotta;
- El mercaa de Saronn;
- El barchett de Vaver;
- La festa de San Laguzzon.

Pubblicò anche El venter de Milan, primo romanzo conosciuto in qualsiasi dialetto della lingua lombarda.